# Newport Beach
Newport Beach város az USA Kalifornia államában, Orange megyében. Lakosainak száma 85 239 fő (2020. április 1.).

## Népesség
A település népességének változása:
| Lakosok száma | 445  | 85 186 | 85 239 |
|               | 1910 | 2010   | 2020   |